# Ceresium leucosticticum
Ceresium leucosticticum är en skalbaggsart som beskrevs av White 1855. Ceresium leucosticticum ingår i släktet Ceresium och familjen långhorningar.
Artens utbredningsområde är:
- Laos.
- Burma.

Inga underarter finns listade i Catalogue of Life.